# Flavors of Entanglement
Flavors of Entanglement is een album van Alanis Morissette uit 2008.
De producent van het album is Guy Sigsworth.

## Singles van dit album
- Underneath